# 1921
Cette page concerne l'année 1921 (MCMXXI en chiffres romains) du calendrier grégorien.
L'année 1921 est une année commune qui commence un samedi.

## En bref
- 7-17 mars : répression de la révolte de Kronstadt.
- 18 mars : fin de la guerre soviéto-polonaise.
- 11 juillet : fin de la guerre d’indépendance irlandaise.
- 14 juillet : Sacco et Vanzetti sont condamnés à mort.
- 21 juillet, guerre du Rif : bataille d'Anoual.

## Événements

### Afrique
- 8 février : victoire du parti sud-africain aux élections générales sud-africaines[1].
- 6 avril : Simon Kimbangu fonde son Église au Congo belge. Vu par ses disciples comme une quasi-réincarnation du messie, il est arrêté le 12 septembre, condamné à mort puis déporté à Élisabethville[2].
- 12 avril : le ministre français des Colonies Albert Sarraut dépose un projet de loi de « mise en valeur des colonies françaises ». Sur la base de ses instructions, l’agriculture du Niger est réorganisée par le gouverneur Jules Brévié[3]. Les cultures vivrières sont encouragées, les réquisitions de récolte suspendues, des SIP mises en place et la rotation des administrateurs limitée.
- 26 avril : création par décret beylical d’un ministère de la justice en Tunisie. Il compte un délégué français[4]. Les résidents français échappent à la juridiction indigène et relèvent de tribunaux français.
- 24 mai : massacre de Bulhoek[5]. Une secte éthiopienne, les « israélites », conduite par Enoch Mgijima occupent les terres vacantes en Afrique du Sud. Ils sont massacrés à la mitrailleuse par les soldats à Bulhoek (163 morts, 129 blessés)[6].
- 7 juin : création au Kenya de la Young Kikuyu Association, future East African Association par Harry Thuku[7].

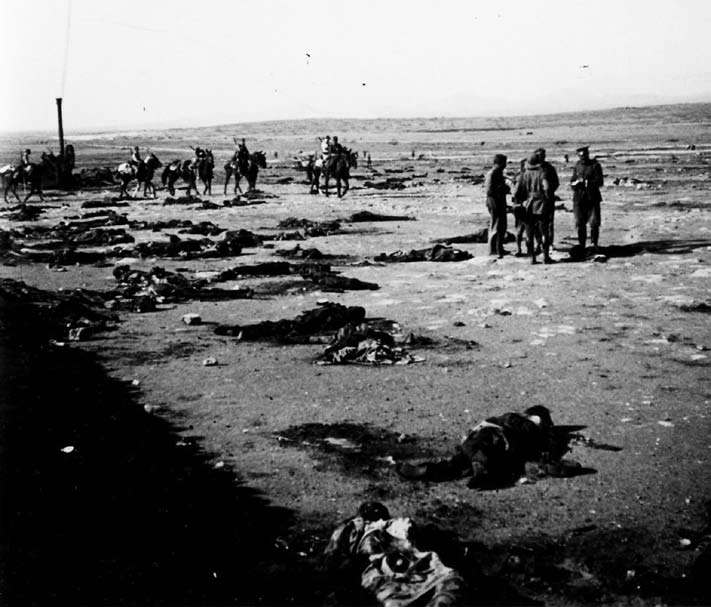
Cadavres de soldats espagnols près de Monte Arruit, plusieurs mois après la bataille d’Anoual.

- 21 juillet : guerre du Rif, terrible défaite des troupes espagnoles contre Abd el-Krim, à la bataille d’Anoual. Abd el-Krim fonde la République du Rif (fin en 1926)[8].
- 2 août : les Rifains prennent Nador, puis Zeluán (3 août) et Monte Arruit (9 août) ; la présence espagnole au Maroc est réduite dans la zone de Melilla aux positions occupées en 1893[9].
- 28 août - 6 septembre : deuxième Congrès panafricain à Londres, Bruxelles et Paris[10].
- 10 octobre : l’armée espagnole contre-attaque dans le Rif et reprend le Gourougou à partir de Melilla, puis Zeluán le 14 ; le 5 décembre, elle reprend Yebala et les territoires perdus jusqu’à l’oued Kert[9].
- 24 octobre : l’armée espagnole occupe la citadelle de Monte Arruit, où elle découvre 3 000 soldats massacrés[11].
- 28 décembre : grève des mineurs blanc du Witwatersrand (mines d’or)[12].

### Amérique

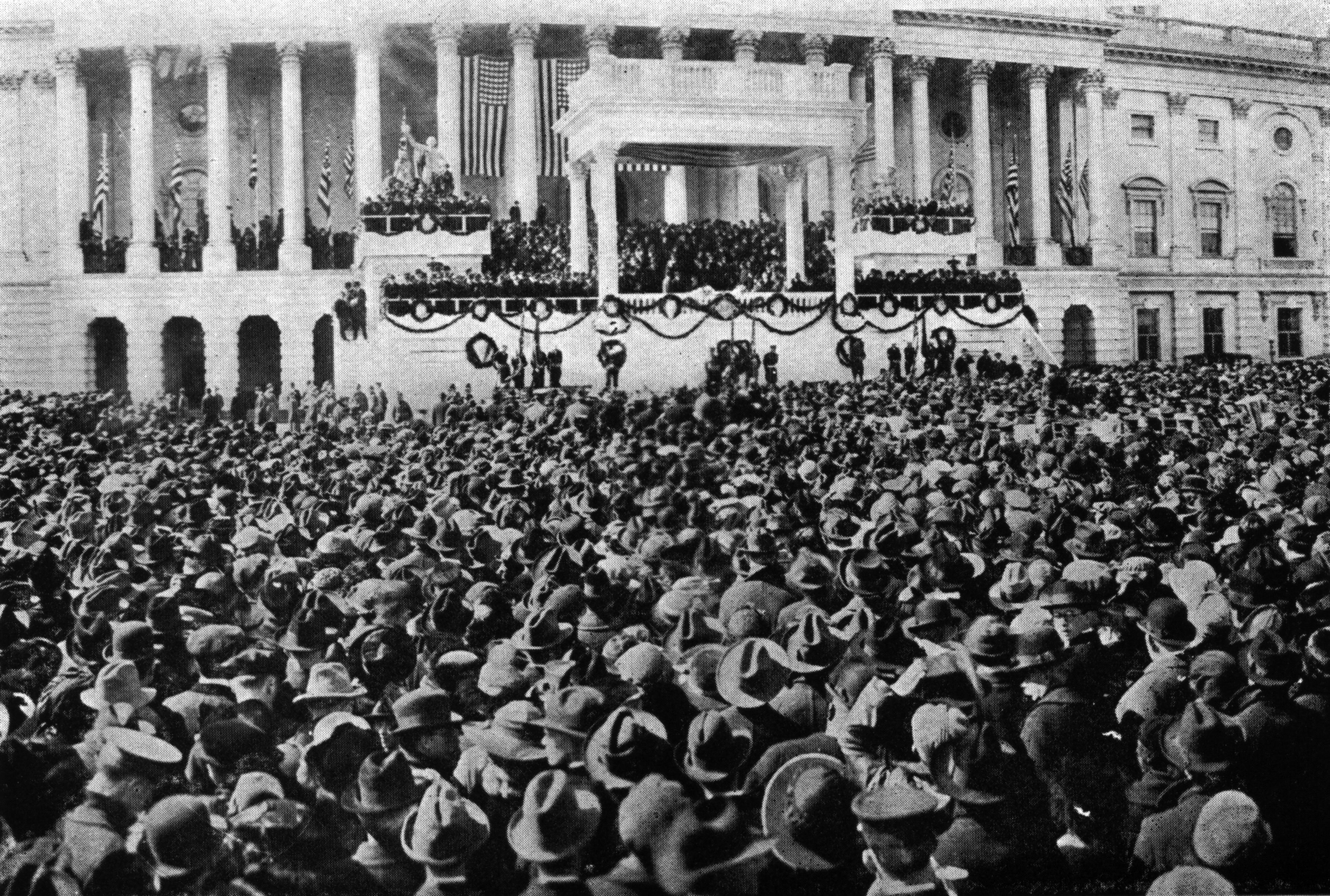
4 mars : investiture de Warren G. Harding

- 1er janvier : Diego Manuel Chamorro (en) (conservateur), élu président du Nicaragua (fin en 1923)[13].
- 28 janvier : Bautista Saavedra Mallea est élu président de Bolivie sur un programme progressiste (fin en 1926)[14].
- 6 janvier : début d’une intervention américaine à Cuba (1921-1923). Le général Enoch Crowder, nommé représentant spécial du président des États-Unis à Cuba, arrive à La Havane à bord du cuirassé USS Minnesota avec pour mission de réformer et de moraliser l’administration[15]. Il impose son programme au président Alfredo Zayas qui cède pour obtenir un prêt de 50 000 000 dollars auprès de J. P. Morgan, afin de stabiliser les finances cubaines. Après l’acceptation du prêt en janvier 1923, Zayas congédie le « cabinet honnête » et annule les réformes imposées[16].
- 4 mars : début de la présidence républicaine de Warren G. Harding aux États-Unis (fin en 1923)[17].
- 20 mai : Alfredo Zayas, Président de Cuba (fin en 1925)[15].

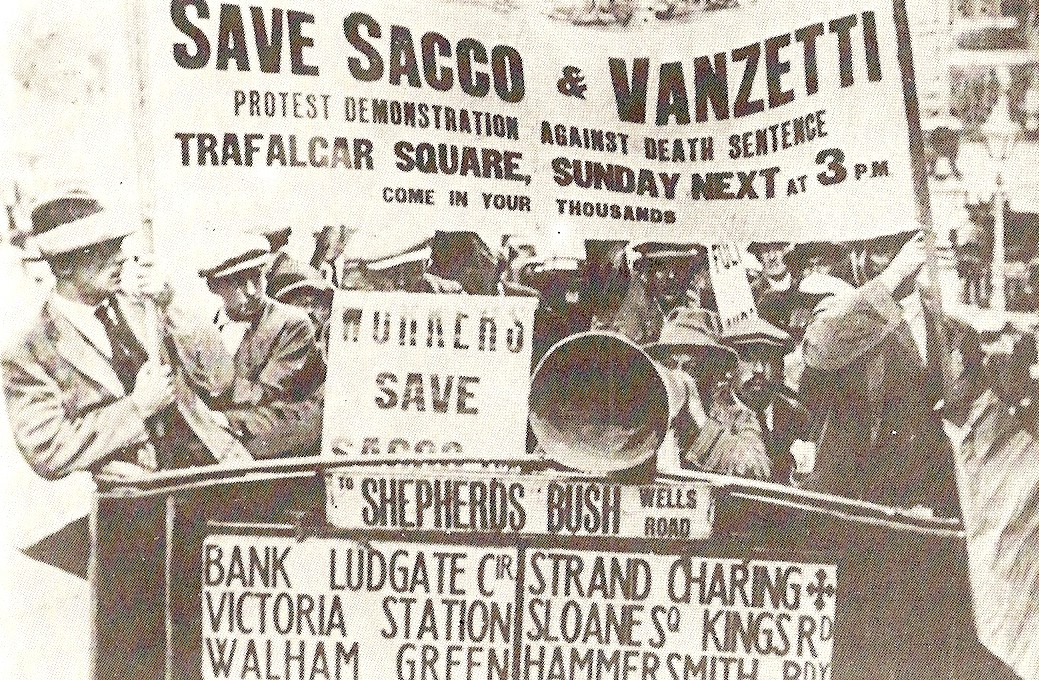
Affaire Sacco et Vanzetti. Protestation à Londres.

- 14 juillet, affaire Sacco et Vanzetti : les anarchistes américains Nicola Sacco et Bartolomeo Vanzetti, déclarés coupables du meurtre du caissier et du gardien d’une usine de Braintree le 4 mai, sont condamnés à mort[18].
- Août : création au Brésil de la revue L’Ordre (A Ordem) par le catholique de droite Jackson de Figueiredo[19]. Elle attribue la cause de tous les maux aux protestants, aux Juifs et aux francs-maçons.
- 11 décembre, Brésil : première grande usine sidérurgique autonome installée à Sabará, dans le Minas Gerais, la Belgo-Mineira, formée de capitaux français, belges et luxembourgeois[20].

### Asie
- 3 - 4 février : le général Russe blanc Ungern-Sternberg expulse la garnison chinoise d’Ourga en Mongolie et s’installe comme dictateur. Il est chassé le 6 juillet par les Soviets[21].
- 1er mars : ouverture à Troïtskossavsk du premier congrès du Parti populaire révolutionnaire mongol fondé par Damdin Sükhbaatar. Un gouvernement provisoire est proclamé le 13 mars. Une armée de volontaires aidée par une division de l’Armée rouge chasse en quelques mois les dernières troupes chinoises puis la garde blanche d’Ourga le 6 juillet[22]. Quelques jours plus tard, Damdin Sükhbaatar proclame le transfert de la souveraineté nationale au peuple.
- 3 mars : le prince Hirohito, héritier du trône de l’empire du Japon, embarque à Yokohama pour un voyage en Europe[23].
- 4 mars : traité reconnaissant l’indépendance de la république populaire soviétique de Boukhara[24].
- 7 avril : le parlement Kuomintang de Canton élit Sun Yat-sen président de la République de Chine, en concurrence avec le « gouvernement de Beiyang » en place à Pékin. Il prend ses fonctions le 5 mai et lance un Manifeste aux puissances qui réclame la reconnaissance de son gouvernement[25].
- 6 juin : le parlement japonais décide d'accorder aux femmes le droit d'assister aux réunions politiques. Les femmes se soulèvent en masse pour réclamer le droit de vote. Mais cette demande ne sera pas prise en compte avant 1945[26].
- 1er juillet : fondation du Parti communiste chinois au congrès de Shanghai[25].
- 11 juillet : l’indépendance de la Mongolie est solennellement proclamée[27]. La fête nationale (11-13 juillet) commémore cet évènement.

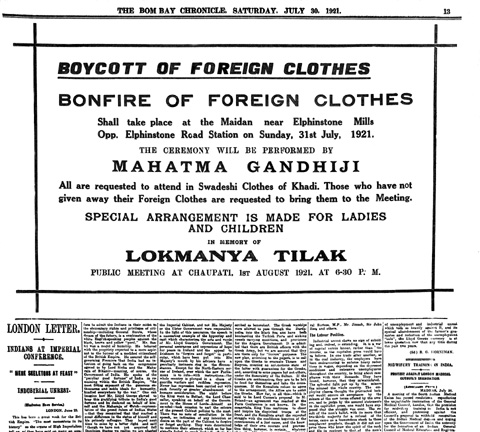
30 juillet, Inde : boycott des vêtements étrangers, annonce parue dans The Bombay Chronicle

- 30 juillet : Gandhi préside à Bombay un immense bûcher de vêtements fabriqués à l’étranger[28].
- 7 août : création du Turkménistan en tant que province (oblast) autonome de la République socialiste soviétique du Turkestan. Il devient le 27 octobre 1924 la République socialiste soviétique autonome (RSSA) du Turkménistan[29].

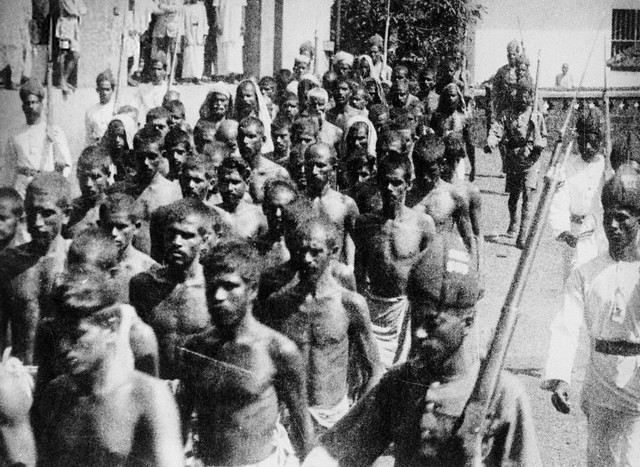
Prisonniers mappilais capturés après une bataille avec les troupes coloniales britanniques.

- 20 août, Indes britanniques : une opération de police à la recherche d’armes dans la mosquée de Tirurangadi déclenche la Révolte des Moplahs (de) (Mapillais), population musulmane de la Côte de Malabar, contre le pouvoir colonial. La répression, qui est achevée le 26 septembre, provoque de source officielle la mort de 2 337 rebelles. 1 652 personnes sont blessées et 45 404 sont emprisonnées[30].
- 6-10 octobre : sixième Congrès national du Sarekat Islam à Surabaya, aux Indes orientales néerlandaises (actuelle Indonésie)[31]. Le Sarekat Islam décide la rupture avec les communistes, ce qui accentue le caractère religieux du mouvement et collabore avec la Mouhammadyah.
- 4 novembre : le Premier ministre japonais Hara Takashi, accusé par les militaires de défendre plus les intérêts des civils que ceux de l’armée, est assassiné par un étudiant. Il sera suivi d’une longue suite d’assassinats politiques jusqu’en 1940[32].
- 5 novembre : signature d’un traité d’amitié et de coopération entre la Mongolie et la Russie soviétique[22].
- 12 novembre : début de la conférence de Washington sur le désarmement naval et la défense de l’intégrité de la République de Chine (fin en février 1922)[25]. L’empire du Japon doit évacuer le Shandong et ne garder que les droits qui lui sont reconnus, sur le chemin de fer de Jinan.
- 17 novembre : début de la visite du prince de Galles en Inde britannique. Un vaste mouvement comportant le boycott des produits anglais et la non-coopération est lancé par Gandhi et le Parti du Congrès avec l’appui des musulmans contre le régime colonial et pour le redressement du Califat (1921-1922). Le mouvement culmine en novembre dans un gigantesque hartal (« arrêt de travail ») pour protester contre la visite du prince de Galles[33].
- 22 novembre : traité de Kaboul[34]. La Grande-Bretagne reconnait l’indépendance de l’Afghanistan proclamée par le roi Amanullah.
- 25 novembre : le prince impérial du Japon Hirohito devient régent, à la suite de la maladie de son père l’empereur Taishō[23].
- 13 décembre, conférence de Washington : traité des quatre puissances. Le secrétaire d’État américain Charles E. Hughes obtient l’adhésion des grandes puissances à la politique de Porte Ouverte en République de Chine, un traité de garantie mutuelle des possessions insulaires dans le Pacifique et une limitation sur les flottes de guerre (les États-Unis obtiennent la parité avec le Royaume-Uni et une supériorité sur l’empire du Japon)[35].

- Tibet : les représentants britanniques en poste au Sikkim, David MacDonald et sir Charles Bell, sont alors les seuls étrangers admis à Lhassa[36].

### Proche-Orient
- 9-11 janvier, guerre gréco-turque : l’offensive grecque contre Eskişehir et Dumlupinar est stoppée par le colonel Ismet Pacha à Inönü[37].
- 31 janvier : création du département du Moyen-Orient au Ministère des Colonies. La direction de la Mésopotamie, de la Palestine, d’Aden, de l’Arabie et d’autres zones arabes sous influence britannique est transféré du ministère britannique des Affaires étrangères au ministère des Colonies, dont Winston Churchill devient le secrétaire d’État le 14 février[38].
- 18 février : les paysans arméniens, conduits par les Dachnaks, se soulèvent et chassent le gouvernement communiste et les troupes russes. Un comité de Salut de l’Arménie est formé sous la présidence de Simon Vratsian[39].
- Nuit du 20 au 21 février, Iran : coup d’État de Reza Pahlavi provoqué par l’occupation de certaines parties du pays par les Russes et les Britanniques[40].

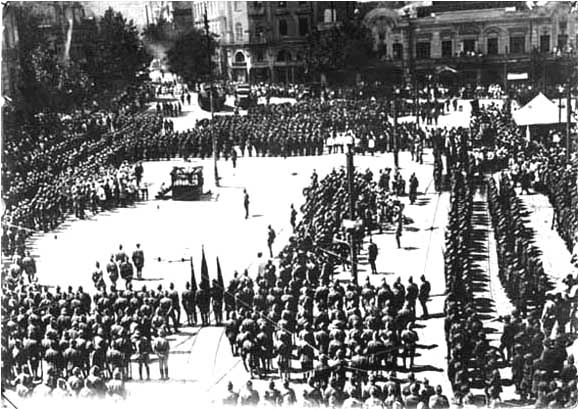
25 février : l’armée rouge défile à Tbilissi.

- 21 février : l’Armée rouge entre à Tiflis. La république socialiste soviétique de Géorgie est proclamée[41].
- 9 mars : accord conclu à la conférence de Londres entre Aristide Briand et Békir Sami bey. Les Français se retirent de Cilicie mais leurs intérêts dans la région sont sauvegardés, en particulier avec la concession sur les mines d’Argana-Maden[42].

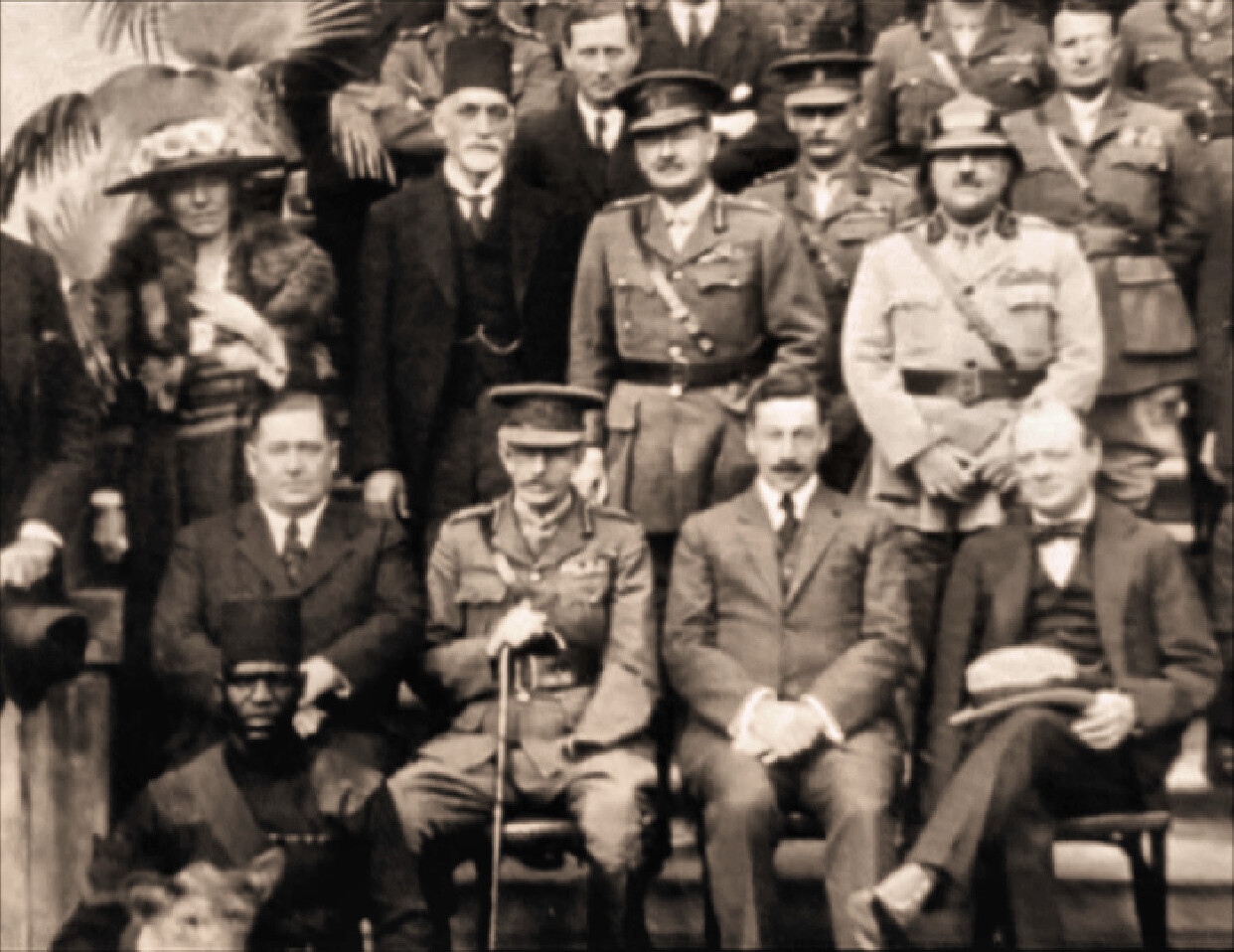
12-22 mars : conférence du Caire. Assis, de droite à gauche: Winston Churchill, Herbert Samuel
Debout au premier rang, de gauche à droite : Gertrude Bell, Sassoon Eskell, Edmund Allenby, Jafar al-Askari.

- 12-22 mars : à la conférence du Caire, les Britanniques complètent l’organisation politique du Moyen-Orient et créent l’Émirat de Transjordanie. Sur des conseils de Lawrence, Churchill décide de confier l’autorité politique sur le Mandat britannique de Mésopotamie à Fayçal, qui vient d’être chassé de Damas par les Français[38]. La candidature de Fayçal est accueillie favorablement par les notables chiites du sud et à la suite d’un simulacre de consultation populaire, Fayçal est élu roi d’Irak et couronné le 23 août[43]
- 12 mars : accord italo-turc de Londres[42], qui prévoit l’évacuation d’Antalya dès juin ; l’Italie garde le Dodécanèse et le droit d’exploiter le bassin houiller d’Ereğli[44].
- 16 mars : traité de Moscou. Mustafa Kemal obtient du gouvernement bolchevik les régions arméniennes qui devaient revenir à la Russie en vertu des accords passés pendant la guerre et dénoncés par Moscou. La Russie reconnaît la pleine souveraineté turque sur les Détroits. Accord entre l’Arménie et la Turquie : La république arménienne cède environ la moitié de ses terres caucasiennes à la Turquie (Kars et Ardahan)[45]. Batoum est cédé à la Géorgie par la Turquie et le Nakhitchevan passe du protectorat de la Turquie à celui de l’Azerbaïdjan.
- 23-31 mars : seconde victoire turque à Inönü contre les Grecs[37].

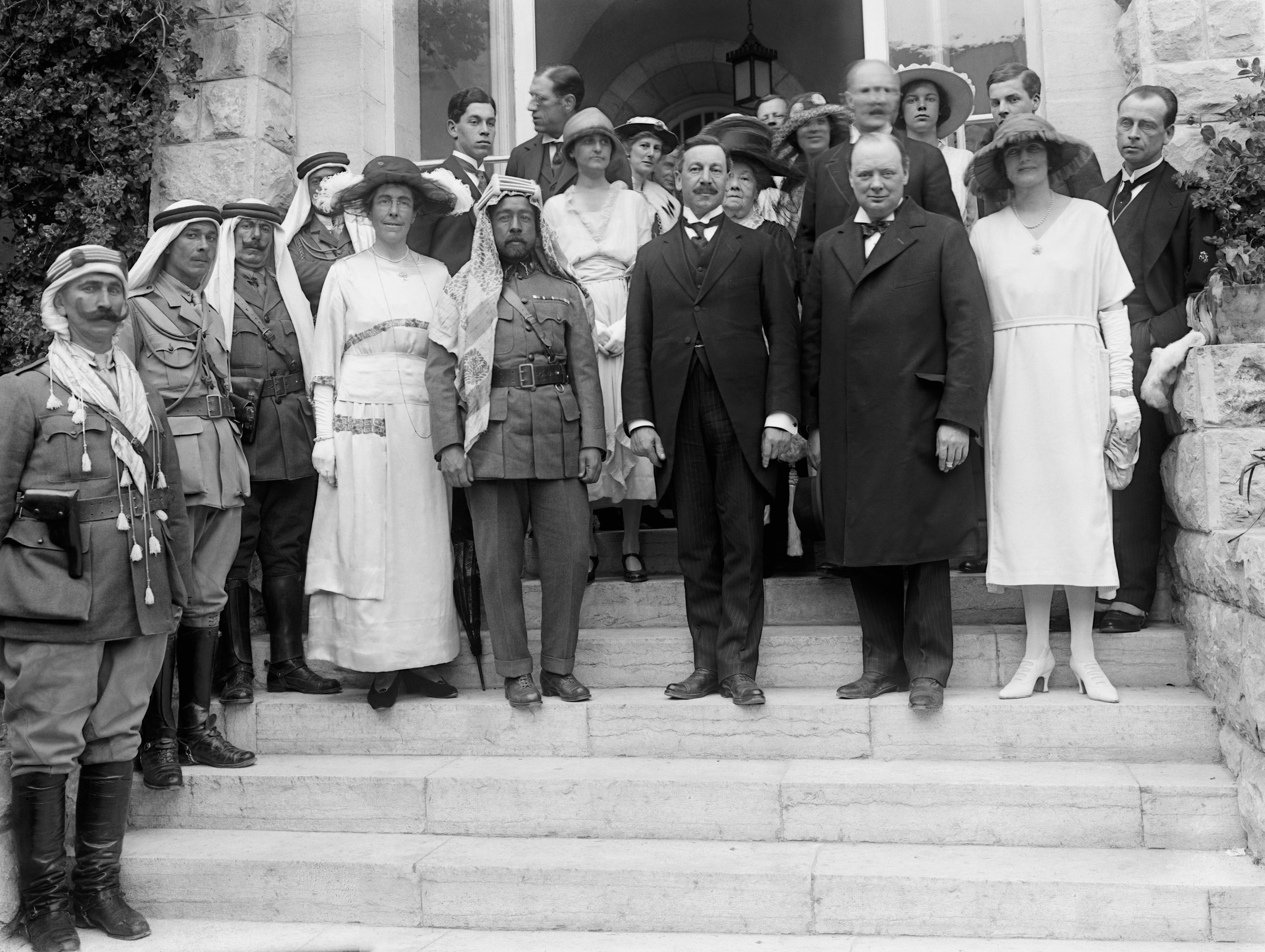
28 mars : Winston Churchill et son épouse reçoivent Abdallah Ier à Jérusalem. Herbert Samuel est à la gauche de Churchill.

- 1er avril : après une entrevue à Jérusalem avec Winston Churchill (28-30 mars), Abdallah 1er devient émir hachémite de Transjordanie, principauté sous mandat britannique[46] (roi en 1946).
- 2 avril : l’Armée rouge entre de nouveau à Erevan et rétablit le régime communiste sous la direction d’Alexandre Miasnikian[39]. Les Dachnaks se replient sur le Zankézour, où ils proclament la République arménienne de la montagne le 26 avril, puis à Ghapan, mais doivent se retirer en Perse le 15 juillet[47]. La répression est freinée par Lénine.
- 1er - 3 mai : troubles à Jaffa. Les émeutes font au total 95 morts dont 47 côté juif et 48 du côté arabe et 219 blessés (146 Juifs et 73 Arabes). Plusieurs femmes juives sont violées. La violence se déplace vers le centre de la Palestine[48].
- 23 mai : le rapport de la commission interalliée de la péninsule de Yalova-Gemlik dénonce un plan systématique de destruction des villages turcs et d’éradication de la population musulmane dans la région occupée par l’armée grecque de mars à mai[49].
- 1er juin : l’Italie évacue la région d’Adalia[50].
- 2 juin : le IVe Congrès islamo-chrétien décide d’envoyer à Londres une délégation (wafd) conduite par Musa Kazim al-Husseini[51]. Elle est reçue par Churchill le 15 août et lui expose ses craintes de voir se constituer un État Juif en Palestine. Le Premier ministre britannique conseille une rencontre avec Weizmann, qui refuse de reconnaître que le projet sioniste n’est pas la formation d’un État. Les délégués n’obtiennent que l’assurance que l’immigration juive en Palestine n’excédera pas les capacités de développement économique du pays.
- 10 juin : déclaration de Paris. Les représentants des trois États de Transcaucasie et du Caucase du Nord proclament leur indépendance (Azerbaïdjan, Arménie, Géorgie). Ils établissent entre eux une union douanière et une alliance militaire. Cette déclaration reste sans effets auprès des puissances étrangères[52]. L’évacuation des Britanniques et des Allemands permet aux Soviétiques de s’emparer, en 1920-1921, de l’Azerbaïdjan, de l’Arménie, de la Géorgie et du Turkestan. Les troupes soviétiques envahissent la Géorgie qui est incorporée à l’URSS, pour former en décembre 1922, avec l’Arménie et l’Azerbaïdjan, la république fédérative socialiste soviétique (RFSS) de Transcaucasie.
- 10 juillet : troisième attaque grecque contre la Turquie : Afyon (13 juillet), Kütahya (17 juillet) et Eskişehir (20 juillet) sont prises ; le 14 août, les Grecs marchent sur Ankara[52].
- 5 août : Mustafa Kemal est élu généralissime par la Grande Assemblée nationale de Turquie avec pleins pouvoirs pour trois mois ; le 23 août, il prend le commandement de l’armée turque d’Anatolie qui parvient à faire lâcher prise aux Grecs[53].
- 12 août : après l’effondrement de l’Empire ottoman, Abdelaziz Ibn Sa'ud érige son émirat du Nedjd au rang de sultanat[54]. Il laisse l’Ikhwan lancer ses raids vers le Sud de l’Irak et la Transjordanie. Arrivées près d’Amman le 15 août 1922, les forces saoudiennes sont détruites par l’armée britannique[55]. Londres menace de couper ses subventions à Sa’ud et impose un compromis. Afin de calmer les volontés expansionnistes saoudiennes, elle octroie au Sultan des territoires koweïtiens censés contenir du pétrole (convention d’Uqair du 2 décembre 1922)[56].
- 23 août : début du règne de Fayçal, roi hachémite d’Irak sous mandat britannique[43].

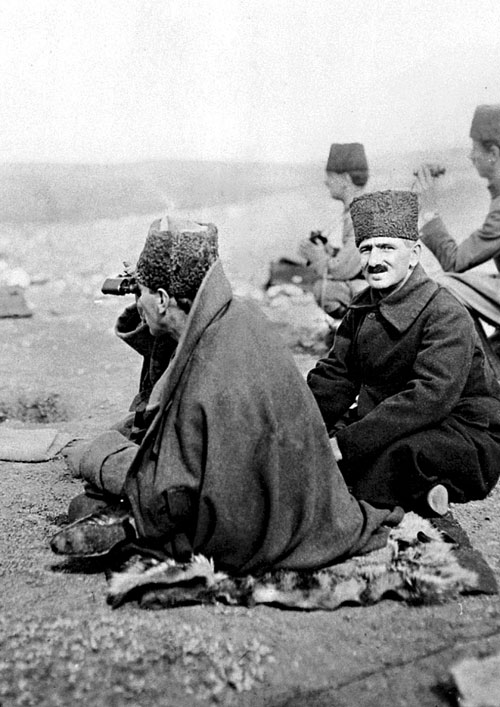
Mustafa Kemal et Salih Bozok lors de la bataille de la Sakarya.

- 23 août - 13 septembre : victoire turque sur la Grèce à la bataille de la Sakarya[45].
- 25 août - 21 septembre : premier congrès syro-palestinien (en) à Genève sous la direction de l’émir Michel Lutfallah (avec Rashid Rida, l’émir druze Shakib Arslan, etc.). Il met sur pied un bureau permanent à Genève chargé de mener une action d’information auprès de la SDN en faveur de la nation arabe de Syrie. Face au danger sioniste, les Palestiniens refusent de se reconnaître comme Syriens[57].
- 13 octobre : traité de Kars entre la Turquie et les républiques soviétiques de Transcaucasie[58].
- 20 octobre : en Cilicie, la France conclut l’accord Franklin-Bouillon (ou accords d’Ankara) avec les kémalistes qui peuvent ainsi récupérer pour le front occidental les troupes immobilisées dans le Taurus[42]. Plus de 100 000 Arméniens de Cilicie se réfugient en Syrie, en Égypte, en Grèce et à Chypre. Seul le Sandjak d’Alexandrette reste sous mandat français jusqu’en 1939.
- 22 décembre, Égypte : Saad Zaghlul est à nouveau exilé à la suite de son opposition à la politique britannique[59].

### Europe

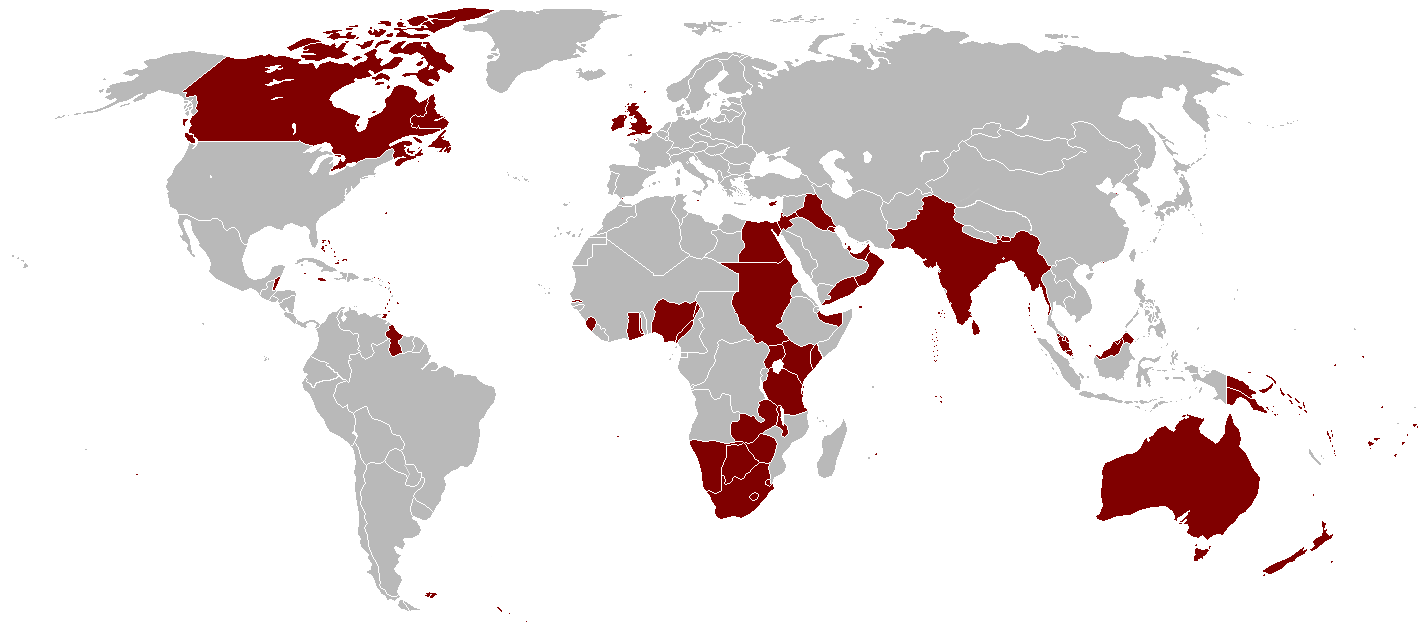
L'Empire britannique en 1921.

- 25 janvier : la conférence de Paris fixe les réparations dues par l’Allemagne à 226 milliards de marks-or ; l’Allemagne refuse[60].

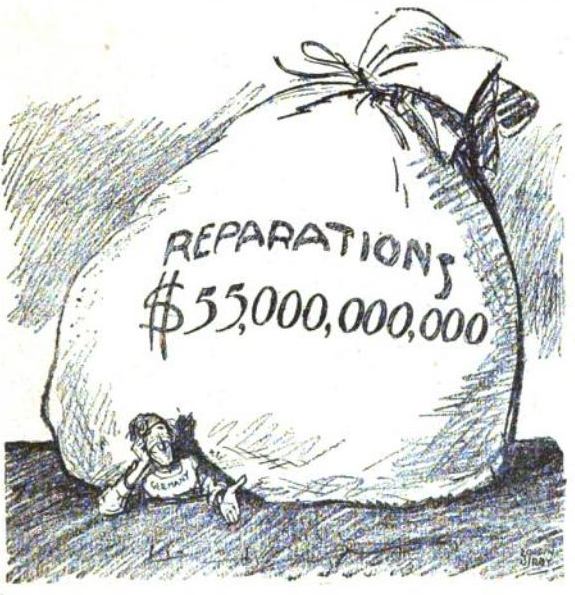
Les réparations de guerre allemandes déraisonnables vues par un dessin de presse américain de 1921.

- 27 février : ouverture de la Conférence de Londres pour les réparations ; le chancelier Constantin Fehrenbach présente un contre-projet au traité de Versailles, refusé par les Français et les Britanniques. La délégation allemande quitte la conférence le 7 mars[60].
- 3-17 mars : échec de la grève métallurgique luxembourgeoise à la suite du licenciement de 609 personnes[61].
- 6 mars : naissance du Parti communiste portugais[62].
- 8 mars : occupation de Düsseldorf, Ruhrort, Duisbourg par la France[60].
- 19 mars : victoire des insurgés irlandais sur les troupes britanniques à la bataille de Crossbarry dans la guerre d’indépendance irlandaise[63].
- 20 mars : plébiscite en Haute-Silésie ; 60 % des électeurs se prononcent en faveur du rattachement à l’Allemagne[60].

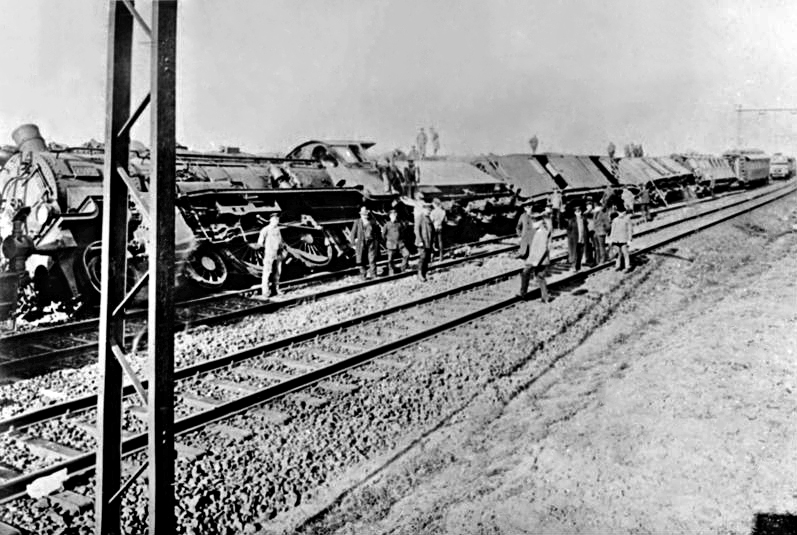
action de mars, insurrection communiste en Allemagne centrale (Max Hoelz) - attentats ferroviaires de Ammendorf et Hettstedt

- 22-28 mars : « action de mars », tentative d’insurrection armée du Parti communiste d’Allemagne à Halle et Mansfeld[60].
- 15 avril : Black Friday ; grève conjointe des syndicats des mineurs, des cheminots et des transporteurs au Royaume-Uni[64].
- 3 mai : troisième insurrection des populations polonaises contre l’autorité allemande en Haute-Silésie[60].
- 5 mai : la conférence de Londres ramène les réparations dues par l’Allemagne à 132 Md de marks-or et menace d’occuper la Ruhr si les conditions de paiement ne sont pas respectées[60].
- 6 mai : accord commercial germano-soviétique[60].
- 10 mai : gouvernement Wirth. Il accepte le lendemain l’ultimatum de Londres. Le Reichstag accepte de se soumettre aux exigences des Alliés concernant le paiement des réparations[60].
- 17 mai : la France nomme Charles Jonnart ambassadeur permanent auprès du Saint-Siège[65].
- 24 mai : élections législatives en Irlande ; le Parlement d’Irlande du Nord reçoit une majorité Unioniste. En Irlande du Sud, le Sinn Féin remporte 124 sièges sur 128 à la Chambre des communes d’Irlande du Sud[66].

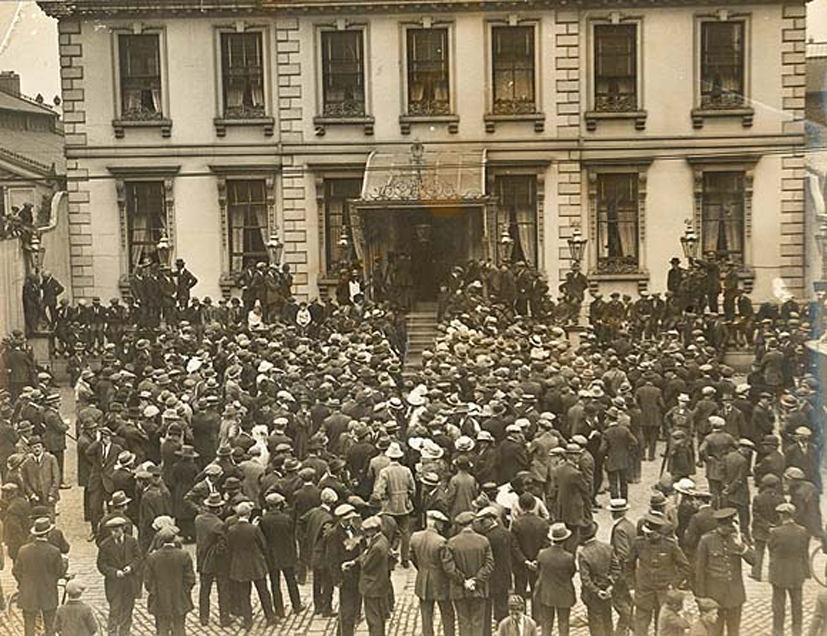
La foule rassemblée devant la Mansion House de Dublin, quelques jours avant la trêve signée dans la guerre d’indépendance irlandaise (8 juillet 1921 Bibliothèque nationale d’Irlande).

- 11 juillet : signature d’une trêve entre gouvernement britannique et le Sinn Féin ; fin de la guerre d’indépendance irlandaise[67].
- 28 juillet : Adolf Hitler évince Anton Drexler et prend la présidence du parti nazi (NSDAP) en Bavière[60].
- 14 août : accords franco-allemands ; réparations en nature[60].
- 25 août : les États-Unis signent une paix séparée avec l’Allemagne[60].
- 26 août : assassinat de Matthias Erzberger, ministre des Finances allemand[60].
- 3 - 4 septembre : naissance du Parti communiste de Belgique[68].
- 19 septembre : mise en service en Allemagne de l’AVUS, première autoroute au monde. Le 24, une course automobile y est organisée[69].
- 21 septembre : explosion dans les usines de BASF à Oppau, en Allemagne[70].
- 30 septembre : tentative de coup d’état au Portugal, à la suite de la condamnation de l’ancien premier ministre Liberato Pinto. Le gouvernement d’António Granjo parvient à contrôler la situation[71].
- 5 octobre : la Constitution du Liechtenstein est promulguée[72].
- 19 octobre : nuit sanglante à Lisbonne. Le président du conseil conservateur António Granjo, est abattu. Les républicains António Machado Santos (pt), ministre, José Carlos da Maia (pt), ancien ministre et grand-maître de l’ordre d’Aviz, le commandant Freitas da Silva, secrétaire du ministre de la Marine, et le colonel Botelho de Vasconcelos sont enlevés et assassinés[71].
- 7-14 novembre : conférence de Madrid. Naissance du parti communiste d’Espagne, fusion du Parti communiste espagnol et du Parti communiste ouvrier espagnol[73].
- 12 novembre : effondrement du mark[60].

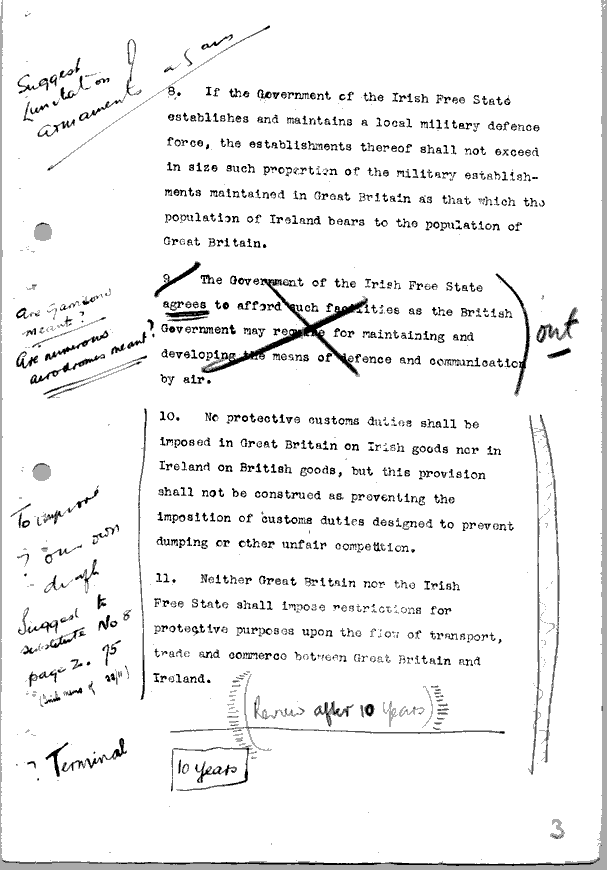
6 décembre : traité anglo-irlandais. Exemplaire annoté par Arthur Griffith

- 6 décembre : signature du traité de Londres par le chef de la délégation irlandaise Arthur Griffith et par les Britanniques. L’Irlande du Sud devient l’État libre d’Irlande (Irish Free State), doté d’un statut de dominion auto-gouverné, l’Irlande du Nord restant attachée à la Grande-Bretagne. Le traité est ratifié le 6 janvier 1922 par le second Dáil Éireann par 64 voix contre 57[67].
- 10 décembre : le prix Nobel de la paix est attribué au suédois Hjalmar Branting et au Norvégien Christian Lous Lange[74]. Le prix Nobel de physique est attribué à Albert Einstein pour son apport à la physique théorique et particulièrement pour son explication de l’effet photoélectrique[75].

#### Europe orientale
- 19 et 21 février : accord politique et convention militaire entre la Pologne et la France. Ils stipulent une alliance défensive[76].

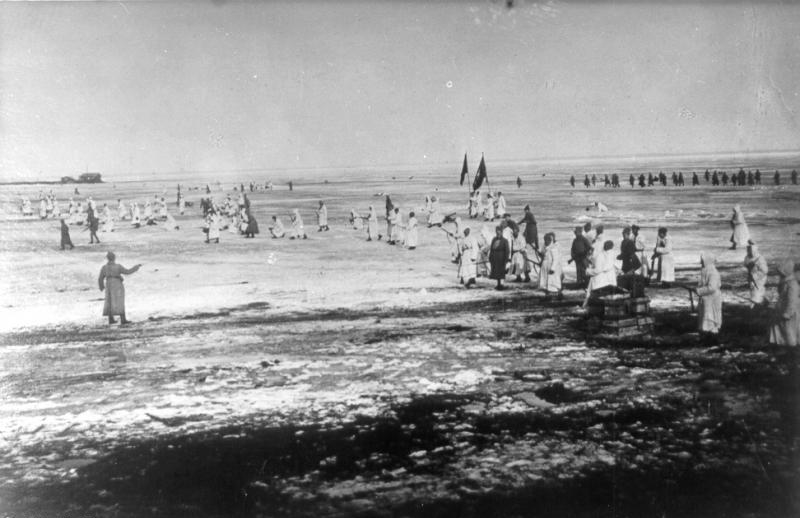
7-17 mars : répression de la révolte de Kronstadt. L’Armée rouge attaque Kronstadt par le golfe de Finlande pris par les glaces.

- 28 février, Russie : les équipages des cuirassé Petropavlovsk et Sébastopol adoptent une série de revendications et envoient le 1er mars une délégation à Petrograd auprès de Zinoviev ; Lénine donne l’ordre d’arrêter et d’exécuter les délégués pour trahison. Les marins de Kronstadt se mutinent. L’insurrection est brutalement réprimée par l’Armée rouge entre le 7 et 17 mars[77].
- 3 mars : alliance défensive de Bucarest entre la Pologne et la Roumanie contre la RSFSR[78].
- 12 mars, Russie : début de la NEP (Nouvelle politique économique)[79], à la suite d’une vague de grèves et de désordres paysans. Les réquisitions de récoltes sont remplacées par un impôt en nature et les paysans sont autorisés à vendre le surplus de leur production sur le marché libre. Les entreprises privées sont affranchies de la tutelle de l’état. Une économie de marché est rétablie[80].
- 16 mars : traité commercial entre la RSFSR et la Grande-Bretagne qui rétablit les relations diplomatiques entre les deux pays[81].
- 17 mars : constitution en Pologne, établissant un régime démocratique et parlementaire. Józef Piłsudski, en opposition avec la droite (nationaux-démocrates), refuse la présidence. Période d’instabilité gouvernementale[82].

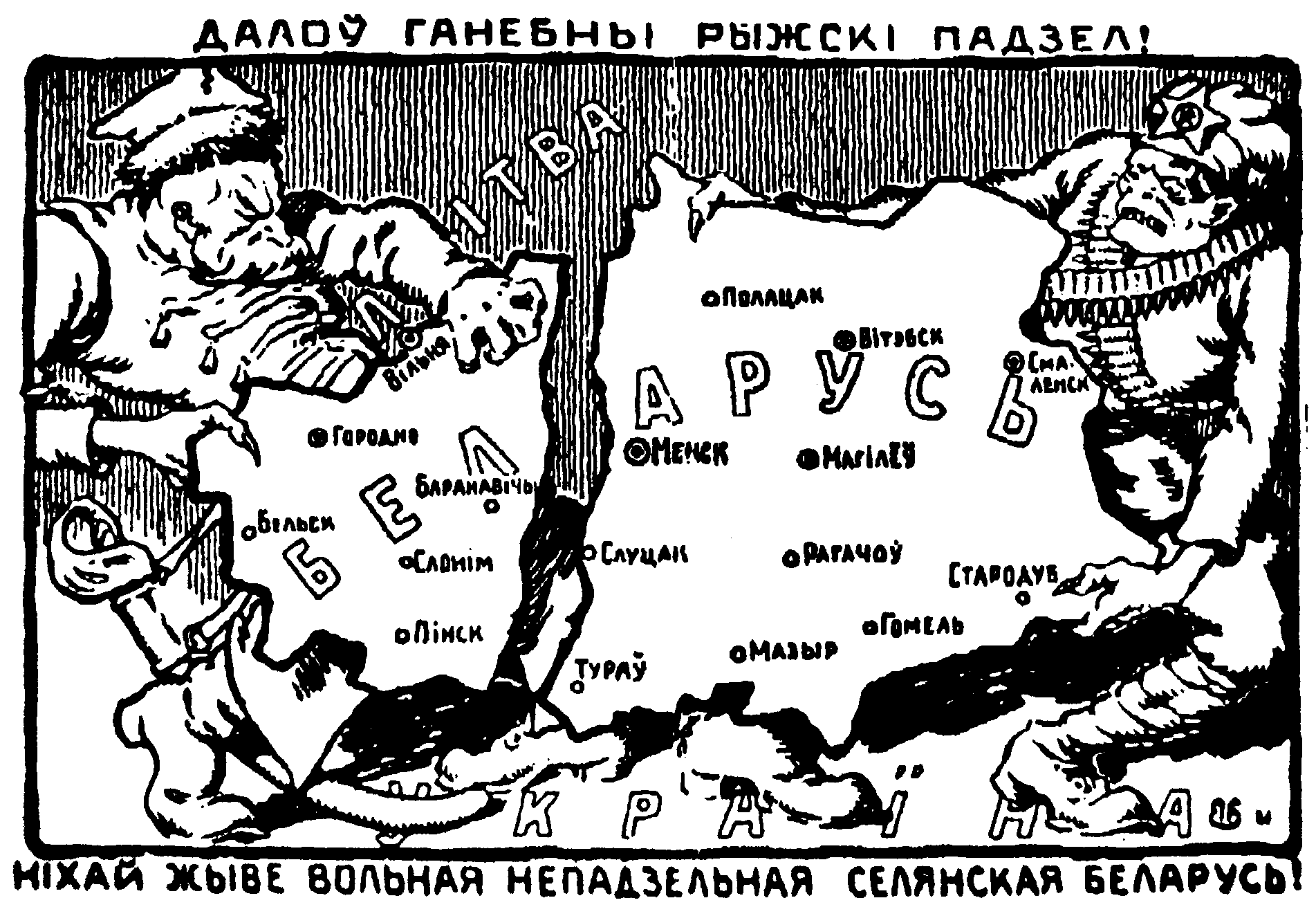
18 mars : paix de Rīga. Caricature russe montrant la partition de la Biélorussie

- 18 mars : traité de Rīga mettant fin à la guerre russo-polonaise et fixant les frontières entre la Pologne et la Russie plus à l’est. La Pologne acquiert une importante partie de la Biélorussie et de l’Ukraine (Galicie orientale et Volhynie). Ces acquisitions seront complétées par la restitution de la haute Silésie avec Katowice et de toute la Galicie[83].
- 26-29 mars : échec d’une première tentative de putsch de l’ancien roi Charles IV en Hongrie. Le 4 avril, il doit repartir en exil sur ordre de l’amiral Horthy[78].
- 14 avril : le comte István Bethlen, premier ministre de Hongrie (fin le 24 août 1931)[84].
- 23 avril, 7 juin et 31 août 1922 : Petite Entente entre la Tchécoslovaquie, la Roumanie et la Yougoslavie[85].
- 8 - 12 mai : congrès du parti socialiste de Roumanie à Bucarest. 428 délégués se prononcent pour l’adhésion à la IIIe Internationale, 111 expriment des réserves. Le 11 mai est fondé le Parti communiste roumain. Le lendemain, la police arrête pour « haute trahison » ceux qui ont voté en faveur de l’adhésion[86].
- 14-16 mai : congrès constitutif du Parti communiste tchécoslovaque[87].
- 28 juin : en Yougoslavie une coalition serbe vote et proclame la Constitution de Vidovdan prévoyant un gouvernement fortement centralisé en l’absence des représentants croates, défenseurs des principes constitutionnels fédéralistes[88].
- 17 juillet : second projet de réforme agraire en Roumanie préparé par le ministre de l’Agriculture conservateur Constantin Garoflid[89]. La propriété est limitée à 100 ha avec des exceptions, les surplus seront redistribués en lots de 5 à 7 ha en priorité aux victimes de la guerre. Dans le vieux royaume, 2,8 millions d’ha changent de main, soit plus d’un tiers du sol. Des lois spécifiques sont votées dans les nouvelles provinces. Six millions d’hectares seront expropriés au total, mais quatre seulement redistribués à 1 400 000 paysans, le reste étant réservé à l’État ou aux communes.

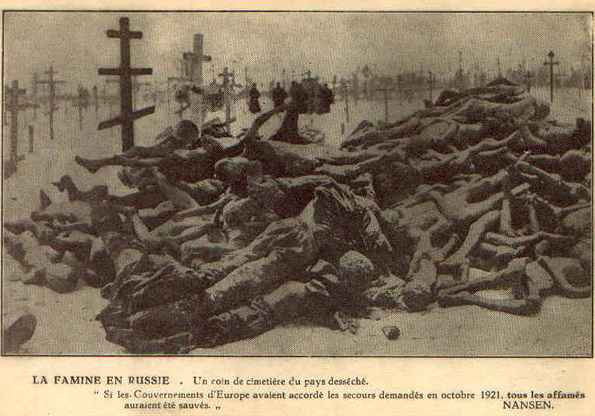
Victimes de la famine russe.

- 21 juillet : un décret du Comité central exécutif constitue un Comité panrusse d’aide aux affamés, qui prend fin le 27 août avec l’arrestation de ses principaux membres, accusés de subversion politique. La Russie est en proie à la famine, aggravée par la sécheresse de 1921, qui touche 20 millions de personnes et fait 5 millions de morts. Elle doit faire appel à l’aide internationale[90].
- 16 août : début du règne d’Alexandre Ier, roi des Serbes, Croates et Slovènes[91]. À la mort de Pierre Ier de Serbie, le régime sombre dans une semi-dictature gouvernée par les Serbes du parti national radical de Nikola Pašić. Sous la direction de Stjepan Radic, les Croates et leurs alliés luttent systématiquement contre le pouvoir en place.
- 20 août : accord de Riga entre le ministre soviétique des Affaires etrangères Litvinov et l'American Relief Administration. la Russie soviétique accepte l’aide alimentaire proposée par les États-Unis[90].
- 20-24 octobre : échec d'une seconde tentative de putsch du roi Charles IV en Hongrie. Le 24 octobre, la Conférence des ambassadeurs adresse une note enjoignant au gouvernement hongrois d’expulser l’ancien souverain. Le Parlement proclame le 6 novembre la déchéance de la dynastie des Habsbourg[92].
- 9 novembre : la Conférence des ambassadeurs règle un différends frontaliers entre l’Albanie et la Yougoslavie[93].
- 3 décembre, Hongrie : István Bethlen forme son second cabinet[94] et met en œuvre une politique de consolidation à l’intérieur du pays et dans ses relations internationales. Révisionniste, il est partisan de la rectification des frontières. Sa politique est un mélange d’ultra-conservatisme et de libéralisme : interdiction du communisme et de la franc-maçonnerie, mais signature du pacte Bethlen-Peyer le 22 décembre[84], permettant la poursuite de l’action du parti social-démocrate. Il atténue le numerus clausus dans les universités, qui perdent leur caractère antisémite(1928), instaure un « délit de presse », mais supprime la censure.
- 12 décembre, Roumanie : création à Bucarest d’une Fascia à l’imitation du modèle mussolinien[95].

## Décès en 1921

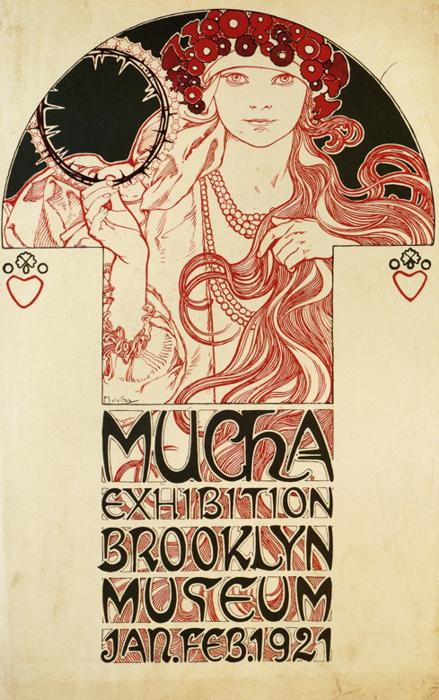
Exposition Alfons Mucha à Brooklyn.La peinture en 1921 sur Commons